# Examenbundel
De Examenbundel is een sinds 1979 in Nederland jaarlijks uitgegeven boek met examenvragen van eerdere jaren en uitwerkingen geschreven door vakdocenten. Hiermee kunnen leerlingen in het voortgezet onderwijs oefenen voor hun eindexamens. De Examenbundel wordt tegenwoordig verdeeld door de educatieve uitgeverij ThiemeMeulenhoff.
De eerste editie werd samengesteld door Jack Wiebenga, die toen als economiedocent werkzaam was bij het Montessori Lyceum in Amsterdam. Hij merkte dat zijn leerlingen behoefte hadden aan voorbeelden van oude examens om mee te oefenen voor hun eigen laatste examen. „Destijds was er niks om mee te oefenen. Leerlingen moesten examen doen, maar hadden er nog nooit één gezien”, vertelt Jack Wiebenga. Ieder jaar wordt de inhoud aangepast aan de examenonderwerpen van het betreffende schooljaar. De examenbundels zijn verkrijgbaar bij boekhandels en worden bij sommige vakken, met name bij de taalvakken ook op school uitgereikt. 